# Mossø (Rold Skov)
Mossø är en sjö i Danmark. Den ligger i Rold Skov i Region Nordjylland, i den norra delen av landet. Mossø ligger 60 meter över havet. Omgivningarna runt Mossø består främst av blandskog.